# سيدني لوفيل
سيدني لوفيل (بالإنجليزية: Sidney Lovell)‏ هو مهندس معماري أمريكي، ولد في 26 فبراير 1867 في راسين في الولايات المتحدة، وتوفي في 6 أغسطس 1938 في شيكاغو في الولايات المتحدة.